# Fédération Royale Marocaine de Football
Die Fédération Royale Marocaine de Football (FRMF; arabisch الجامعة الملكية المغربية لكرة القدم, DMG al-Ǧāmiʿa al-malakiyya al-maġribiyya li-kurat al-qadam) ist der Fußballverband von Marokko.
Der Verband wurde 1956 gegründet und trat 1960 dem Weltverband FIFA bei. Er organisiert die nationale Fußball-Liga in Marokko und ist für die marokkanische Fußballnationalmannschaft zuständig. Aktueller Präsident ist Fouzi Lekjaa.